# Virgil Madgearu
Virgil Madgearu (nume complet: Virgil Traian N. Madgearu; n. 14 decembrie 1887, Galați – d. 27 noiembrie 1940, pădurea Snagov) a fost un economist român, sociolog, și politician de stânga, membru proeminent și principal teoretician al Partidului Țărănesc și al succesorului său, Partidul Național Țărănesc (PNȚ). A avut o importantă activitate ca eseist și jurnalist și s-a aflat pentru o lungă perioadă de timp în conducerea editorială a influentei reviste Viața Românească.
A fost teoreticianul care a fundamentat doctrina politică a curentului țărănist. A fost ales membru post-mortem al Academiei Române. În 1940 a fost asasinat de un comando legionar ca răspuns la pozițiile sale antifasciste.

## Asasinarea

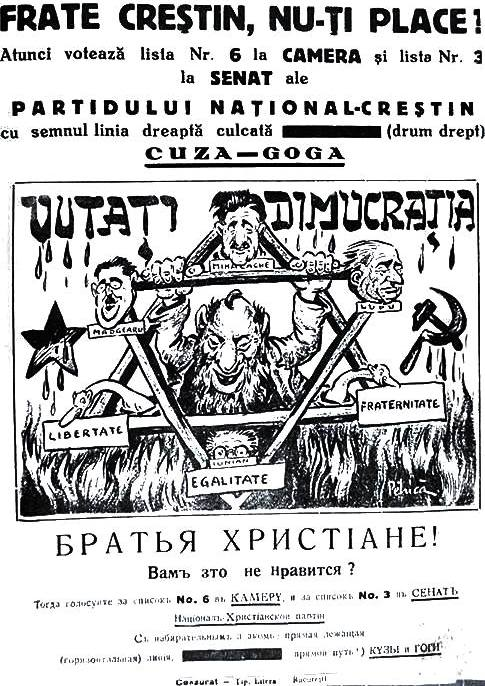
Afiș electoral din 1937, în care Madgearu este prezentat ca aservit comunismului și iudaismului (în colțul din stânga al stelei lui David).

În dimineața zilei de 27 noiembrie 1940, Virgil Madgearu a aflat de la Ion Mihalache și Iuliu Maniu, care îl vizitaseră, despre Masacrul de la Jilava, petrecut în noaptea precedentă. Secretarul său, avocatul Virgil Lărgeanu, l-a vizitat la ora 12, găsindu-l într-o stare „sufletească de deprimare”. Conform acestuia, lui Madgearu i se părea abominabil ceea ce se întâmplase, deși nu avusese „niciodată cuvinte bune pentru cei dela Jilava”. Fusese informat și despre ridicarea în aceeași dimineață de către legionari a foștilor demnitari Constantin Argetoianu, Gheorghe Tătărescu și Ion Gigurtu.

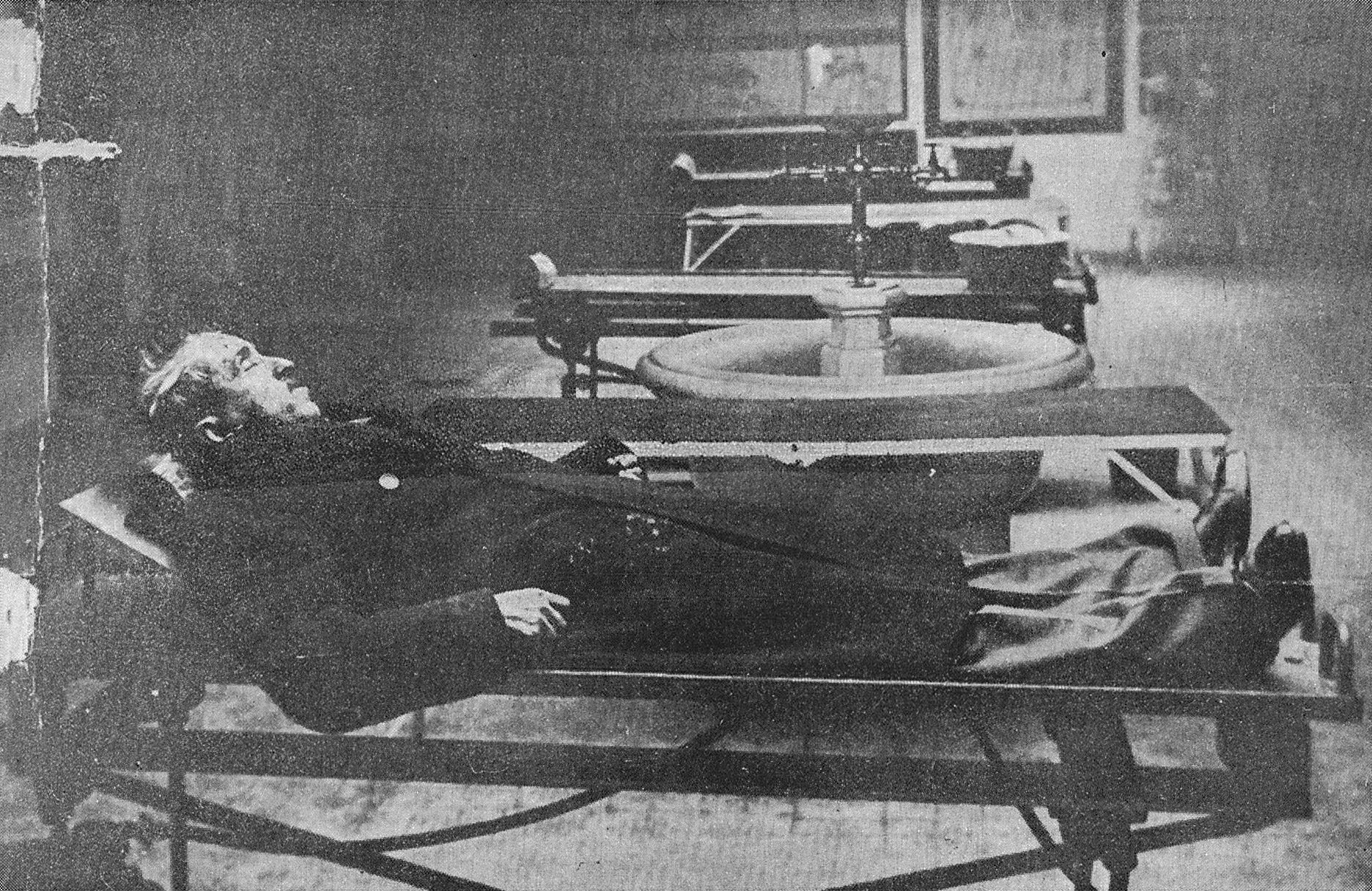
Cadavrul lui Virgil Madgearu la Institutul Medico-Legal

Madgearu a fost ridicat de un comando legionar în aceeași zi, pe la ora 14:00. Atunci când se afla la masă cu soția sa Ecaterina, șase legionari au sosit la locuința lui. Aceștia au pretextat că îl duc la Prefectura Poliției Capitalei, pentru a-i lua o declarație, și văzând că Madgearu ezită, trei dintre asasini i-au dat cuvântul de onoare de legionari că în decurs de o oră avea să se întoarcă acasă.
A fost dus în pădurea Snagov și împușcat în jurul orei 15:30: un pădurar care făcea paza a văzut în punctul numit „Coada Lungă” că s-a oprit o mașină venind dinspre București, din care au coborât mai multe persoane, care au intrat la 100 de metri în adâncimea pădurii, au tras focuri de armă și apoi au plecat. În locul respectiv, pădurarul l-a găsit pe profesorul Madgearu cu fața în jos, încă horcăind și curgându-i sânge pe gură.

## Opere
- Zur industriellen Entwicklung Rumäniens ("Despre dezvoltarea economică a României", 1911)
- În chestiunea meseriașilor (1911)
- Industria la domiciliu și asigurările sociale (1913)
- Structura și tendințele băncilor populare în România, (1914)
- Ocrotirea muncitorilor în România, (1915)
- Teoria și tehnica întreprinderilor comerciale și industriale, (1915)
- Studiul transporturilor în economia socială, (1916)
- Organizarea comerțului exterior în epoca de tranziție, (1919)
- Țărănismul (1921)
- Doctrina țărănistă (1923)
- Revoluția agrară și evoluția clasei țărănești, (1923)
- Dictatură economică sau democrație economică? (1925)
- Romania's new economic policy („Noua politică economică a României”, 1930)
- Înțelegerea economică a statelor dunărene, (1932)
- Politica noastră financiară în cursul depresiunii economice, (1933)
- Notre collaboration technique avec la Société des Nations ("Colaborarea noastră tehnică cu Liga Națiunilor", 1933)
- Pentru apărarea avuției statului, (1934)
- Reorganizarea sistemului de credit, (1934)
- Agrarianism, capitalism, imperialism (1936)
- Realitatea finanțelor publice românești, (1937)
- La politique extérieure de la Roumanie 1927-1938  ("Politica externă a României 1927-1938", 1939)
- Evoluția economiei românești după primul război mondial (1940)
- Studiul întreprinderilor industriale și comerciale (post-mortem, 1944)

## In honorem
- Colegiul Economic „Virgil Madgearu” din București
- Colegiul Economic „Virgil Madgearu” din Galați
- Colegiul Economic „Virgil Madgearu” din Ploiești
- Colegiul Economic „Virgil Madgearu” din Târgu Jiu
- Colegiul Economic „Virgil Madgearu” din Iași[7]
- Liceul Tehnologic „Virgil Madgearu” din Constanța[8]
- Liceul Tehnologic „Virgil Madgearu” din Roșiorii de Vede
- Strada Virgil Madgearu din București
- Strada Virgil Madgearu din Timișoara